# Línea 622 (La Matanza)
La línea 622 es una línea de colectivos del Partido de La Matanza, siendo prestado el servicio por Almafuerte S.A.C.I.E.I. Este transporte cuenta con SUBE.

## Recorridos
- General Paz y Crovara – Ruta 3 Km. 44 Barrio Padre Mugica
- General Paz y Crovara – Villa Dorrego por Cristiania por Laferrere
- General Paz y Crovara – Ruta 3 Km. 26,700 Villa Unión – El Porvenir
- Laferrere – Ruta 3 Km. 26,700 Villa Unión – El Porvenir
- González Catán – Ruta 3 Km. 40 por Oro Verde
- González Catán – Ruta 3 Km. 35 Barrio Nicoll
- González Catán – Ruta 3 Km. 44 Barrio San Mariano por Oro Verde (Días habiles)